# Laisvės alėja

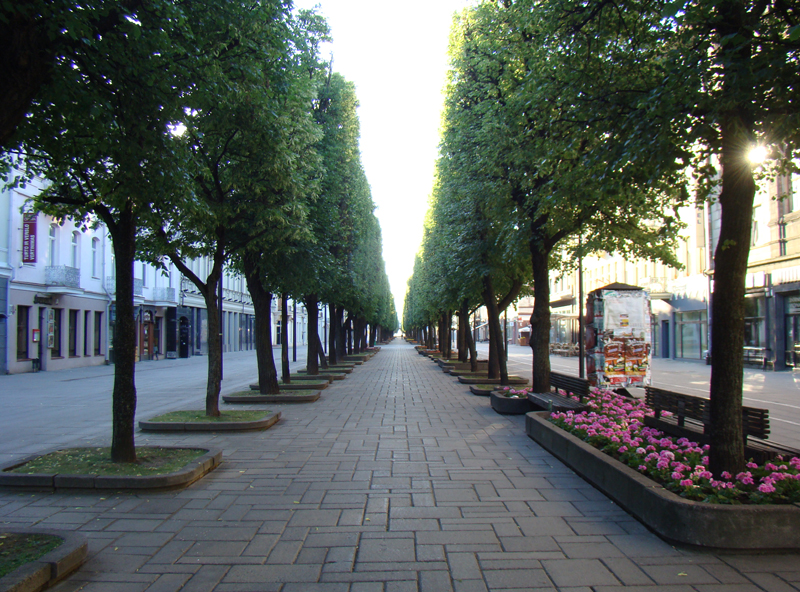

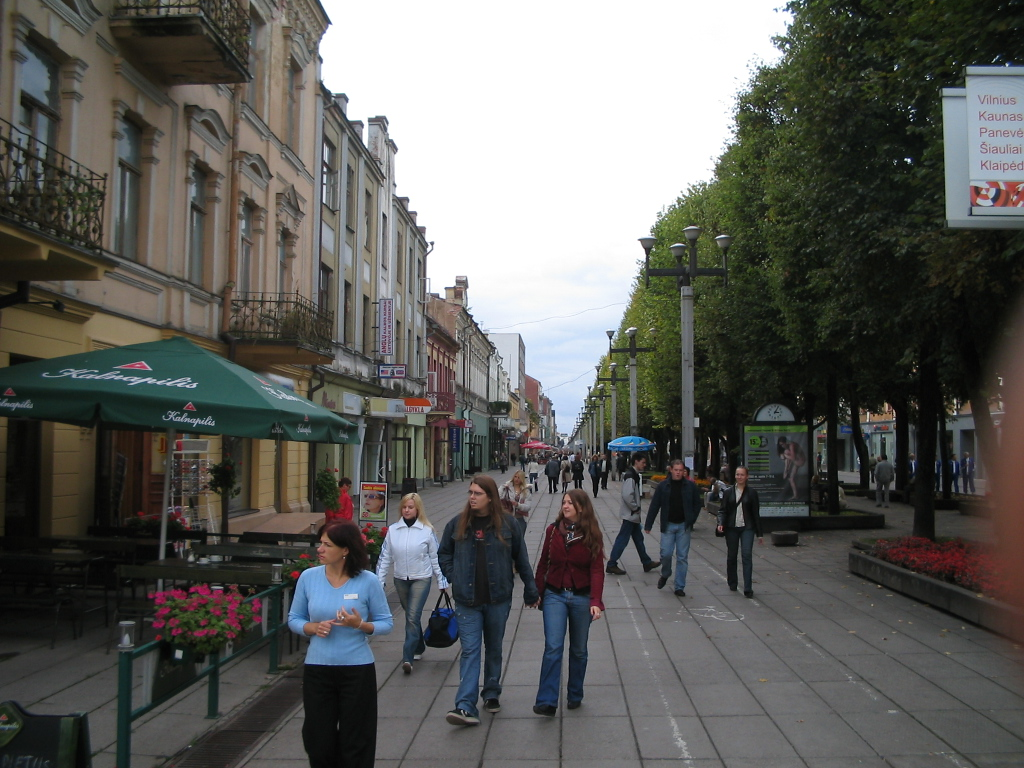
Anfang

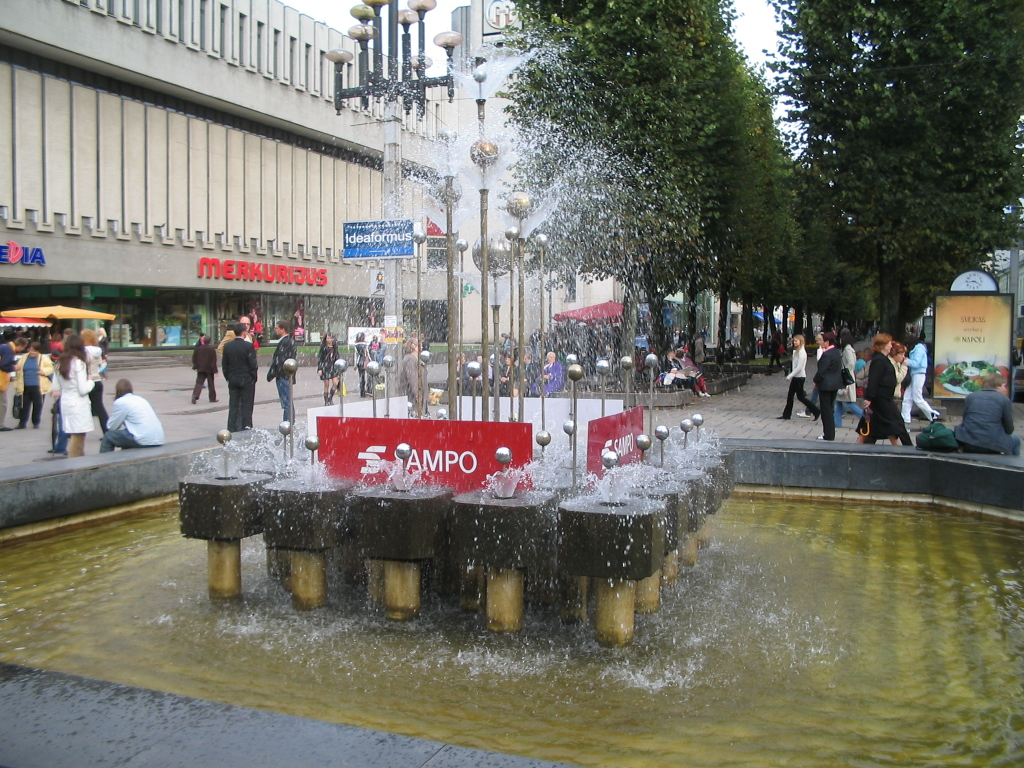
Fontäne

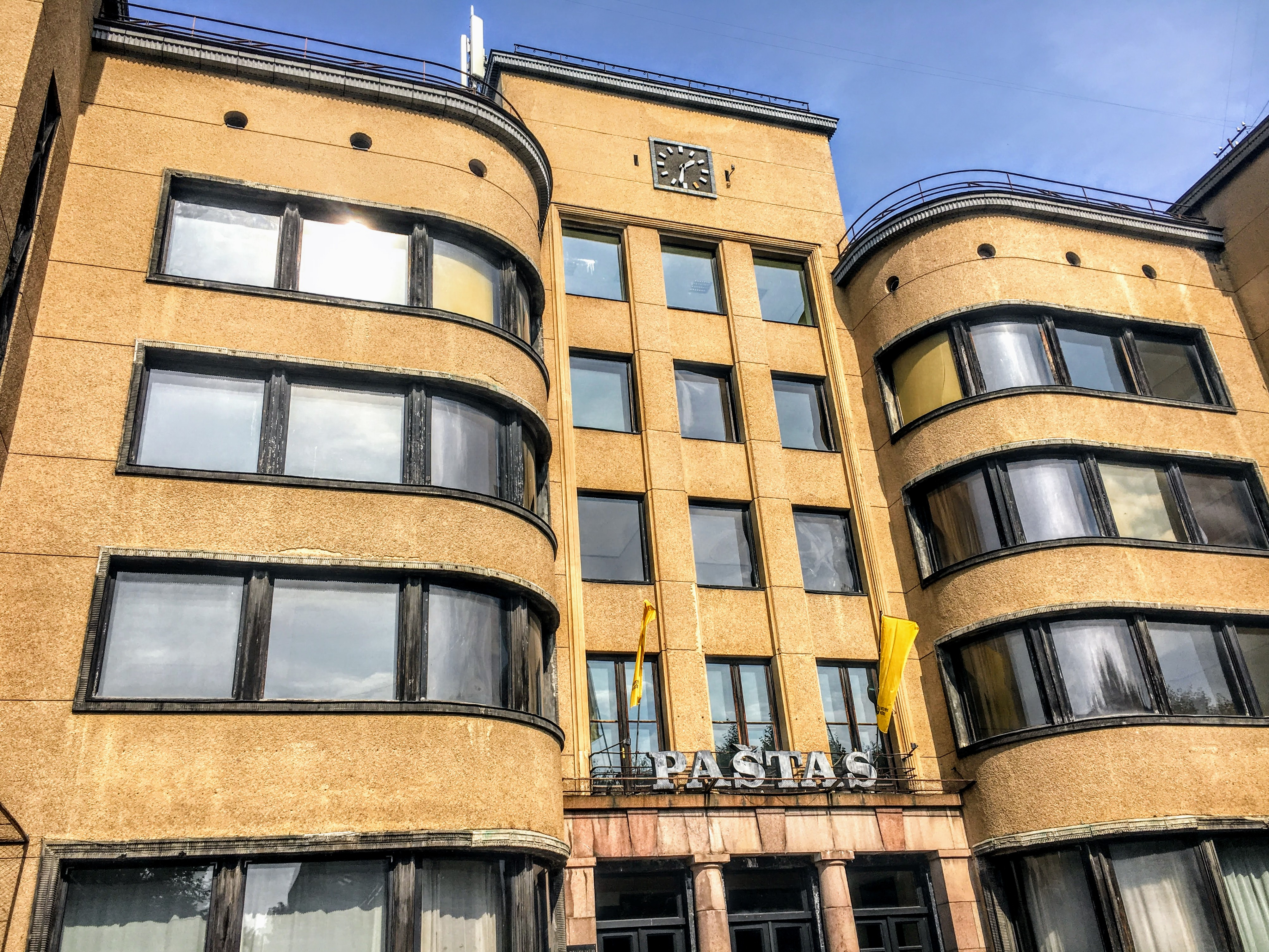
Hauptpost Kaunas

Laisvės alėja (dt. Freiheitsallee) ist die Hauptstraße der litauischen Stadt Kaunas, im Stadtteil Naujamiestis (Centro seniūnija), von Westen nach Osten. Sie ist 1621 m lang und 24–27 m breit.  Laisvės alėja ist die längste Fußgängerstraße Osteuropas, die nicht von Kraftfahrzeugen befahren werden darf, sondern nur an Kreuzungen mit anderen Straßen, an denen der Autoverkehr erlaubt ist, überquert werden kann. Der Boulevard ist durch einen mit Linden gesäumten Mittelstreifen in zwei Gehwege unterteilt.
Es gibt einige Bildungseinrichtungen, Kirche des Erzengels Michael, einige Theater und Kinos, viele Cafés, das Krankenhaus Kaunas der Litauischen Universität für Gesundheitswissenschaften.
In der Allee wachsen 577 Bäume: 567 Linden, 6 Kastanien, 4 Spitzahorne. Davon 50 Jahre alt sind 350, von 30 bis 50 Jahre: 150, bis 30 Jahre: 77.

## Organisationen
- Hauptpost Kaunas
- Kauno technologijos universitetas (KTU)
- Vytauto Didžiojo universitetas (VDU)
- Tadas-Ivanauskas-Zoomuseum Kaunas

## Namensgeschichte
- 1847: Nikolaj-Prospekt
- 1918: Kaiser-Wilhelm-Straße
- 1919: Laisvės alėja
- 1946: Stalin-Prospekt
- seit 1961: Laisvės alėja

## Geschichte
Ein Großteil der Bauarbeiten um die heutige Laisvės alėja fand ursprünglich in der zweiten Hälfte des 19. und zu Beginn des 20. Jahrhunderts statt. Zu dieser Zeit wurde auch die Festung Kowno um die Stadt herum im zaristischen Gouvernement Kowno, im Russischen Kaiserreich gebaut. Infolgedessen waren alle Gebäude auf eine Höhe von 2 bis 3 Stockwerken beschränkt, mit einigen Ausnahmen wie der 1895 erbauten orthodoxen Kirche des Erzengels Michael.
1982 wurde Laisvės alėja nach den Plänen der sowjetlitauischen Architekten V. Palauskas und V. Paleckienė umgebaut und vollständig in eine Fußgängerzone verwandelt (wie bereits 1953 geplant).